# Santos Football Club
Santos Football Club, também conhecido pelo nome de seu patrocinador, Engen Santos, é um clube profissional de futebol da África do Sul, sediado em Lansdowne, Cidade do Cabo.
Fundado em Heideveld, nas Planícies do Cabo, em 1982, atualmente participam da Premier Soccer League.

## Títulos
- Campeonato Sul-Africano: 1 (2001-02)